# George Chandler (Schauspieler)
George L. Chandler (* 30. Juni 1898 in Waukegan, Illinois; † 10. Juni 1985 in Panorama City, Kalifornien) war ein US-amerikanischer Schauspieler.

## Leben und Karriere
George Chandler wuchs in Hinsdale bei Chicago auf und diente im Ersten Weltkrieg als Soldat bei der United States Army. Seine Schauspielkarriere begann er auf der Bühne, er spielte unter anderem in dem Vaudeville-Sketch George Chandler, the Musical Nut, in dem er sein Violinenspiel präsentieren konnte.
Quasi mit Anbruch des Tonfilms Ende der 1920er-Jahre wandte Chandler sich dem Hollywood-Geschäft zu. Im Laufe seiner langen Karriere spielte George Chandler in über 370 Filmen sowie Dutzenden Fernsehserien. Eine seiner frühen Rollen hatte er als unglücksseliger Sohn von W. C. Fields in dem gefeierten Kurzfilm The Fatal Glass of Beer (1933). In zahlreichen Spielfilmen war Chandler auf die Darstellung von „Durchschnittstypen“ wie Taxifahrern, Barkeepern, Hotelpagen, Soldaten, Reportern oder Postboten in kleineren bis mittleren Nebenrollen festgelegt. Besonders häufig stand er unter Regie von William A. Wellman, der ihm auch 1942 eine vergleichsweise große Rolle als Ehemann von Ginger Rogers in Roxie Hart verschaffte. Das Fernsehen brachte Chandler ab den 1950er-Jahren auch größere Parts, beispielsweise zwischen 1956 und 1959 als Onkel Petrie Martin in 59 Folgen der beliebten Fernsehserie Lassie. Seine letzte Rolle übernahm Chandler 1979 in einer Folge der Fernsehserie Lou Grant.
Zwischen 1960 und 1963 fungierte Chandler als Präsident der Schauspielergewerkschaft Screen Actors Guild in der Nachfolge von Ronald Reagan. Zuvor war er bereits jahrelanger Schatzmeister der Organisation gewesen. Mit seiner Ehefrau Catherine Ward hatte er drei Kinder. Er starb 1985 im Alter von 86 Jahren nach einer Krebsoperation.

## Filmografie (Auswahl)

### Film
- 1928: Speed and Spurs (Kurzfilm)
- 1929: Der jüngste Leutnant (Devil-May-Care)
- 1930: The Florodora Girl
- 1930: Ein Mann für sie (Her Man)
- 1931: A Holy Terror
- 1932: Union Depot
- 1933: The Fatal Glass of Beer (Kurzfilm)
- 1933: Parade im Rampenlicht (Footlight Parade)
- 1933: Verschollen in New York (Bureau of Missing Persons)
- 1933: The Kennel Murder Case
- 1933: The Keyhole
- 1933: The Power and the Glory
- 1933: Der Mann mit der Kamera (Picture Snatcher)
- 1933: Der Frauenheld (Lady Killer)
- 1933: Mast- und Schotbruch! (Son of a Sailor)
- 1933: Liebe und andere Geschäfte (She Had to Say Yes)
- 1934: Tag, Nellie! (Hi, Nellie!)
- 1934: Nebel über Frisco (Fog Over Frisco)
- 1934: Der Schrecken der Rennbahn (Six-Day Bike Rider)
- 1935: Der elektrische Stuhl (The Murder Man)
- 1935: Die Frau auf Seite 1 (Front Page Woman)
- 1936: Blinde Wut (Fury)
- 1936: Lustige Sünder (Libeled Lady)
- 1936: Eine Prinzessin für Amerika (The Princess Comes Across)
- 1937: Ein Stern geht auf (A Star is Born)
- 1937: Charlie Chan bei den Olympischen Spielen (Charlie Chan at the Olympics)
- 1937: Saratoga
- 1937: Denen ist nichts heilig (Nothing Sacred)
- 1937: Danger – Love at Work
- 1938: Chicago (In Old Chicago)
- 1938: Three Comrades
- 1938: Mr. Moto und der Wettbetrug (Mr. Moto's Gamble)
- 1938: Joy of Living
- 1938: Mannequin
- 1938: Mein Mann, der Cowboy (The Cowboy and the Lady)
- 1938: Millionärin auf Abwegen (There Goes My Heart)
- 1938: Engel aus zweiter Hand (The Shopworn Angel)
- 1938: Brennendes Feuer der Leidenschaft (The Shining Hour)
- 1938: Three Loves Has Nancy
- 1939: Second Fiddle
- 1939: Drunter und drüber (It’s a Wonderful World)
- 1939: Jesse James, Mann ohne Gesetz (Jesse James)
- 1939: Mr. Moto und sein Lockvogel (Mr. Moto Takes a Vacation)
- 1939: Drei Fremdenlegionäre (Beau Geste)
- 1939: Der junge Mr. Lincoln (Young Mr. Lincoln)
- 1939: Mr. Smith geht nach Washington (Mr. Smith Goes to Washington)
- 1940: Arizona
- 1940: Der große Edison (Edison, the Man)
- 1940: Broadway Melodie 1940 (Broadway Melody of 1940)
- 1940: Rache für Jesse James (The Return of Frank James)
- 1940: Abe Lincoln in Illinois
- 1941: Überfall der Ogalalla (Western Union)
- 1941: Echo der Jugend (Remember the Day)
- 1941: In der Hölle ist der Teufel los! (Hellzapoppin')
- 1941: Tabakstraße (Tobacco Road)
- 1941/45: I Was a Criminal
- 1942: Roxie Hart
- 1942: Isle of Missing Men
- 1942: Charlie Chan: Das Schloß in der Wüste (Castle in the Desert)
- 1942: Abbott und Costello unter Kannibalen (Pardon My Sarong)
- 1943: Ritt zum Ox-Bow (The Ox-Bow Incident)
- 1943: Lady of Burlesque
- 1943: Die Hölle von Oklahoma (In Old Oklahoma)
- 1944: Es geschah morgen (It Happened Tomorrow)
- 1944: Als du Abschied nahmst (Since You Went Away)
- 1944: Charlie Chan in The Chinese Cat
- 1944: Buffalo Bill, der weiße Indianer (Buffalo Bill)
- 1944: Mit Büchse und Lasso (Tall in the Saddle)
- 1944: Mission im Pazifik (Wing and a Prayer)
- 1944: Irish Eyes Are Smiling
- 1945: Die Dame im Zug (Lady on a Train)
- 1945: Zu klug für die Liebe (Without Love)
- 1945: It’s in the Bag!
- 1946: Der Held des Tages (The Kid from Brooklyn)
- 1946: Ich sing’ mich in dein Herz hinein (Because of Him)
- 1946: Der Todesreifen (Suspense)
- 1946: Zwei Sprengstoffverkäufer (Little Giant)
- 1947: Späte Sühne (Dead Reckoning)
- 1947: Das Doppelleben des Herrn Mitty (The Secret Life of Walter Mitty)
- 1947: Die widerspenstige Gattin (Suddenly It’s Spring)
- 1947: Der Scharlatan (Nightmare Alley)
- 1947: Der Weg nach Rio (Road to Rio)
- 1947: Fremde Stadt (Magic Town)
- 1947: Sindbad der Seefahrer (Sindbad the Sailor)
- 1947: Die Dame und der Cowboy (Saddle Pals)
- 1947: Killer McCoy
- 1947: So You Want to Be in Pictures (Kurzfilm)
- 1948: Der Herr der Silberminen (Silver River)
- 1948: Der Mann mit der Narbe (Hollow Triumph)
- 1948: Sein Engel mit den zwei Pistolen (The Paleface)
- 1948: Der Pirat (The Pirate)
- 1949: Kesselschlacht (Battleground)
- 1949: Vor verschlossenen Türen (Knock on Any Door)
- 1949: Canadian Pacific
- 1949: Ein Fall für Detektiv Landers (Homicide)
- 1949: Eines Morgens in der Hopkins-Street (The House Across the Street)
- 1950: Mordsache: Liebe (Perfect Strangers)
- 1950: Rauchende Pistolen (Singing Guns)
- 1950: Wilde Jahre in Lawrenceville (The Happy Years)
- 1950: Reiter ohne Gnade (Kansas Raiders)
- 1951: Colorado (Across the Wide Missouri)
- 1951: Karawane der Frauen (Westward the Women)
- 1951: Doppeltes Dynamit (Double Dynamite)
- 1952: Um Haaresbreite (The Narrow Margin)
- 1952: Hans Christian Andersen und die Tänzerin (Hans Christian Andersen)
- 1952: Die Rose von Cimarron (Rose of Cimarron)
- 1952: Faustrecht in Minnesota (Woman of the North Country)
- 1953: Das letzte Signal (Island in the Sky)
- 1954: Es wird immer wieder Tag (The High and the Mighty)
- 1957: Von allen Hunden gehetzt (Gunsight Ridge)
- 1964: Der schwarze Kreis (Dead Ringer)
- 1966: The Ghost and Mr. Chicken
- 1975: Capone
- 1975: Die Flucht zum Hexenberg (Escape to Witch Mountain)
- 1978: Der Mann aus San Fernando (Every Which Way but Loose)
- 1979: Die Rückkehr der Semmelknödelbande (The Apple Dumpling Gang Rides Again)

### Fernsehen
- 1953: The Abbott and Costello Show (2 Folgen)
- 1953–1956: Adventures of Superman (3 Folgen)
- 1954: Waterfront (10 Folgen)
- 1956: Corky und der Zirkus (Circus Boy; 1 Folge)
- 1956–1959: Lassie (59 Folgen)
- 1957: Alfred Hitchcock Presents (1 Folge)
- 1961: Twilight Zone (1 Folge)
- 1961–1962: Ichabod and Me (36 Folgen)
- 1963: Tausend Meilen Staub (Rawhide; 1 Folge)
- 1967: Batman (1 Folge)
- 1967: Bonanza (1 Folge)
- 1967: Der Chef (Ironside; 1 Folge)
- 1969: Mannix (1 Folge)
- 1970: Die Leute von der Shiloh Ranch (The Virginian; 1 Folge)
- 1971: Rauchende Colts (Gunsmoke; 2 Folgen)
- 1976: Die Waltons (The Waltons; 1 Folge)
- 1978: CHiPs (1 Folge)
- 1978: Die Zwei mit dem Dreh (Switch; 1 Folge)
- 1979: Lou Grant (1 Folge)